# Scandale (pel·lícula de 2003)
Scandale és una pel·lícula pornogràfica francesa, dirigida per Fred Coppula i estrenada en vídeo el 2003. Aquest és un pastitx de Paparazzi d'Alain Berbérian en què Vincent Lindon i Patrick Timsit van ocupar els papers principals.

## Sinopsi
Melanie, una paparazzi sense escrúpols, utilitza tots els mitjans possibles per recuperar una exclusiva, localitzant les estrelles en secret de la seva vida privada. Després de fer fotos d'una famosa masturbant-se, el seu editor en cap l'encarrega d'ensenyar l'ofici a una nova ajudant, Sonia. Juntes, les dues periodistes sorprendran el "Centaure", un cantant d'èxit, jugant amb dues groupies, i després faran fotos de les escapades sexuals d'un tal príncep Yannick. Però Mélanie aviat s'adona que la Sonia està buscant el seu lloc...

## Repartiment
- Mélanie Coste: Mélanie
- Sonia Carrere : Sonia
- Laura Angel: una còmplice de Mélanie
- Véronique Lefay: la redactora en cap
- Delfynn Delage: la « Bimbo de la télé »
- Nomi: una groupie del « Centaure »
- Mélinda : una altra groupie del « Centaure »
- Katia de Val : una vedette presa en foto
- Pocahontas : una noia
- Ian Scott: el príncep Yannick
- Greg Centauro: el « Centaure », un cantant d'èxit